# 巴赫京 (穆羅瓦尼庫里利夫齊區)
48°48′38″N 27°29′3″E / 48.81056°N 27.48417°E
巴赫京（烏克蘭語：Бахтин），是烏克蘭的村落，位於該國西南部文尼察州，由莫希利夫-波季利斯基區負責管轄，始建於1442年，面積1.73平方公里，海拔高度258米，2001年人口482。